# Marguerite-D’Youville
Marguerite-D’Youville (früher Lajemmerais) ist eine regionale Grafschaftsgemeinde (französisch municipalité régionale de comté, MRC) in der kanadischen Provinz Québec.
Sie liegt in der Verwaltungsregion Montérégie und besteht aus sechs untergeordneten Verwaltungseinheiten (drei Städte, zwei Gemeinden und ein Sprengel). Die MRC Lajemmerais wurde am 1. Januar 1982 gegründet. Der Hauptort ist Verchères. Die Einwohnerzahl beträgt 77.550 (Stand: 2016) und die Fläche 346,04 km², was einer Bevölkerungsdichte von 224,1 Einwohnern je km² entspricht.
Die MRC Lajemmerais wurde am 12. Februar 2011 in Marguerite-D’Youville umbenannt. Der neue Name erinnert an die Heilige Marie-Marguerite d’Youville.

## Gliederung
Stadt (ville)
- Contrecœur
- Sainte-Julie
- Varennes

Gemeinde (municipalité)
- Saint-Amable
- Verchères

Sprengel (municipalité de paroisse)
- Calixa-Lavallée

## Angrenzende MRC und vergleichbare Gebiete
- L’Assomption
- D’Autray
- Pierre-De Saurel
- La Vallée-du-Richelieu
- Longueuil
- Montreal